# Мендатика
Мендатика (итал. Mendatica) — коммуна в Италии, располагается в регионе Лигурия, в провинции Империя.
Население составляет 237 человек (2008 г.), плотность населения составляет 8 чел./км². Занимает площадь 31 км². Почтовый индекс — 18025. Телефонный код — 0183.
Покровителями коммуны почитаются святые Назарий и Цельсий, празднование 28 июля.

## Демография
Динамика населения:

## Администрация коммуны
- Официальный сайт: